# 明石市立中崎小学校
明石市立中崎小学校（あかししりつ なかさきしょうがっこう）は、兵庫県明石市中崎にある公立小学校である。2022年度（令和4年度）現在の児童数は366名となっている。

## 概要
南に淡路島を臨む海岸が近く、古くからの町並みや多くの史跡が残る地域にあり、明石市役所や明石市民会館が隣接し、北に明石駅（JR・山陽電鉄）も近い。周辺には大型マンションも多く建設され、新しい顔を持つ地域でもある。標高は、2.8メートル。

### 建物概要
- 所在地：明石市中崎1丁目4番1号[4]
- 建築年： 1981年（昭和56年）
- 構造：鉄筋コンクリート造（北校舎、南校舎）
- 階層：4階建て
- 備考：津波一時避難ビル（3階、4階各教室）

## 沿革
- 1981年（昭和56年）4月7日 - 明石市立人丸小学校より児童受け入れ始業式挙行
- 1981年（昭和56年）4月8日 - 第１回入学式挙行
- 1981年（昭和56年）6月1日 - 創立記念日、校章、校章旗制定
- 1981年（昭和56年）7月25日 - プ－ル竣工式
- 1981年（昭和56年）8月31日 - 運動場改修工事完了
- 1981年（昭和56年）9月1日 - 校歌制定
- 1981年（昭和56年）10月1日 - 校旗制定
- 1982年（昭和57年）3月5日 - 屋内体育館完成
- 2012年（平成24年）2月28日 - 体育館・南校舎耐震補強工事竣工
- 2013年（平成25年）1月22日 - 北校舎耐震補強工事竣工

## 通学区域
- 明石市
  - 人丸町、大蔵海岸通1-2丁目、大蔵八幡町、大蔵町、大蔵中町、大蔵本町、大蔵天神町、天文町1-2丁目、相生町1丁目、相生町2丁目（一部）、中崎1-2丁目、東仲ノ町（一部）[5]。

## 進学先中学校
公立中学校は、明石市立大蔵中学校へ進学するが、国私立中学校へ進学する児童もいる。

## 周辺
- 明石市役所
- 明石市市民会館
- 中崎公会堂
- 中崎海岸
- 大蔵海岸

## アクセス
- JR西日本明石駅・山陽電鉄山陽明石駅から南東1.23km
- 山陽電鉄人丸前駅から南西700m